# Jakob Poulsen
Jakob Poulsen (* 7. Juli 1983 in Varde) ist ein dänischer ehemaliger Fußballspieler und jetziger -trainer, der u. a. für den FC Midtjylland und die Nationalmannschaft spielte. Seine bevorzugte Position war das rechte Mittelfeld. Er ist seit Anfang November 2023 Cheftrainer des dänischen Erstligisten Viborg FF.

## Vereinskarriere
Poulsen begann seine Karriere bei Naesbjerg RUI. 1999 wechselte er in die Jugendabteilung von Esbjerg fB, wo er ab der Saison 2002/03 zum Profikader gehörte. Mit Esbjerg fB nahm er 2003/04 und 2005/06 am UEFA-Cup teil. In der Winterpause der Saison 2005/06 wechselte er zum SC Heerenveen, mit dem er sich in der Saison 2007/08 erneut für den UEFA-Cup qualifizieren konnte. Poulsen wechselte jedoch im Sommer 2008 zurück nach Dänemark und spielte von nun an für Aarhus GF. In seiner ersten Saison erreichte er mit Aarhus den sechsten Platz. Im folgenden Jahr allerdings stieg der Klub aus der ersten Liga ab. Poulsen wechselte daraufhin im August 2010 zum FC Midtjylland. Bis 2019 spielte er, unterbrochen von zwei Jahren beim AS Monaco, für diesen Verein und ließ seine Karriere mit einer Saison in Australien ausklingen.

## Nationalmannschaftskarriere
Poulsen machte von 2000 bis 2006 diverse Partien für die Jugendnationalmannschaften von Dänemark (U-19, U-20 und U-21).
Poulsen debütierte am 11. Februar 2009 in der dänischen Fußballnationalmannschaft, als er beim Spiel gegen Griechenland eingewechselt wurde. Sein erstes Tor für die Nationalmannschaft machte er am 10. Oktober 2009 beim WM-Qualifikationsspiel gegen Schweden. Dort gelang ihm der 1:0-Siegtreffer, womit sich die Dänen für die Fußball-Weltmeisterschaft 2010 in Südafrika qualifizieren konnten.
Jakob Poulsen, selbst, nahm, ein Jahr später, an der Fußball-Weltmeisterschaft 2010 teil (schaffte es, nach der Berufung in den vorläufigen Kader, in den endgültigen Kader). Er wurde in zwei Gruppenspielen (gegen Kamerun und Japan) eingewechselt. Das Ausscheiden der Dänen nach der Gruppenphase konnte er allerdings nicht verhindern.

## Trainer
Poulsen begann 2021 seine Trainertätigkeit als Co-Trainer bei Viborg FF. Nach dem Weggang von Jacob Friis als Co-Trainer zum FC Augsburg wurde Poulsen am 8. November 2023 als neuer Cheftrainer, zunächst bis zum Jahresende, vorgestellt.